# غاوكش (غافروبارمون)
غاوکش (بالفارسية: گاوکش) هي قرية تقع في إيران في هرمزغان. يقدر عدد سكانها بـ 119 نسمة بحسب إحصاء 2016.